# Governo de Taiwan
O Governo da República da China, geralmente conhecido como Governo de Taiwan,  é o governo nacional da República da China (Taiwan), um estado unitário no leste da Ásia composto por Taiwan, Penghu, Kinmen, Matsu e outros grupos de ilhas na "área livre". O presidente é o chefe de estado. O governo é composto pela presidência e cinco ramos (Yuans): o Yuan Executivo, Yuan Legislativo, o Yuan Judicial, o Yuan de Exame e o Yuan de Controle.
Originalmente estabelecido em 1912 em Nanking, o Governo da República da China mudou-se várias vezes antes de finalmente se mudar para Taipei, Taiwan, em 1949, por causa de suas perdas militares na Guerra Civil Chinesa. O governo tem sido historicamente dominado pelo Kuomintang, mas a situação mudou à medida que Taiwan evoluiu para uma democracia multipartidária.

## Estrutura organizacional
O governo consiste formalmente na presidência e cinco ramos do governo, modelados na filosofia política de Sun Yat-sen dos Três Princípios do Povo.
Na prática, o sistema se assemelha a um sistema semipresidencialista com uma presidência excepcionalmente forte, pois o presidente pode nomear o primeiro-ministro, o chefe do governo, sem o consentimento da legislatura. O presidente, no entanto, compartilha limitações encontradas em outros sistemas semipresidenciais, incluindo a falta de um forte veto e nenhum controle direto da maioria das políticas administrativas.
| Categoria   | Nome                           | Em chinês    | Função                                               |
| ----------- | ------------------------------ | ------------ | ---------------------------------------------------- |
| Presidência | Presidente                     | 總統         | Chefe de Estado, Executivo                           |
| Presidência | Vice presidente                | 副總統       |                                                      |
| Presidência | Gabinete do Presidente         | 總統府       | Agências consultivas e administrativas ao presidente |
| Presidência | Conselho nacional de segurança | 國家安全會議 | Agências consultivas e administrativas ao presidente |
| Cinco Yuans | Yuan Executivo                 | 行政院       | Executivo, Gabinete                                  |
| Cinco Yuans | Yuan Legislativo               | 立法院       | Legislatura, Parlamento                              |
| Cinco Yuans | Yuan Judiciário                | 司法院       | Judiciário, Tribunal Constitucional                  |
| Cinco Yuans | Yuan de Exame                  | 考試院       | Comissão de serviço civil                            |
| Cinco Yuans | Yuan de Controle               | 監察院       | Auditoria                                            |

### Presidência

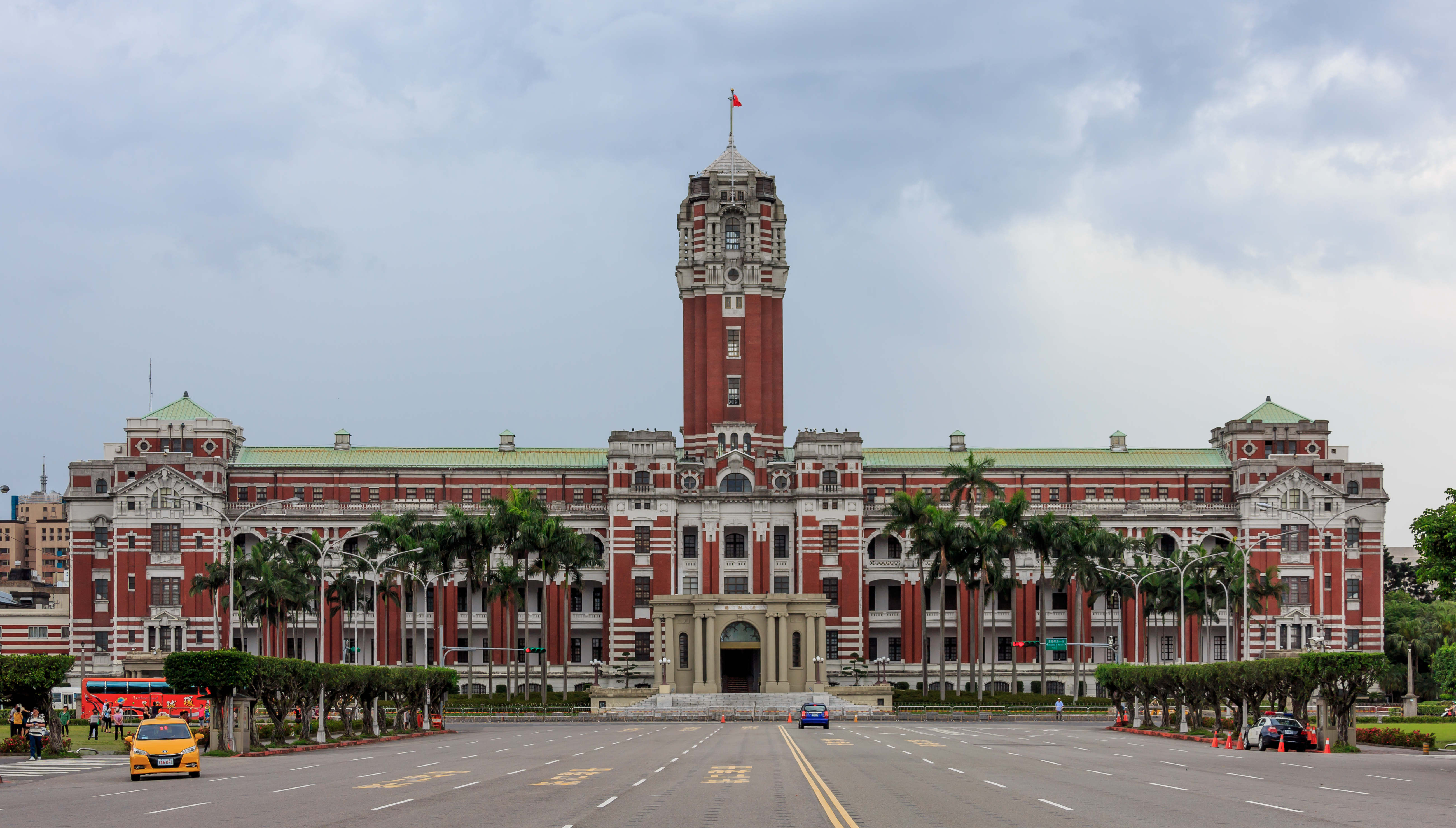
Prédio do Escritório Presidencial

A liderança do país é composta por dois altos funcionários eleitos direta e conjuntamente pelos cidadãos da República da China que residem na área de Taiwan:
- O Presidente da República da China
- O Vice-presidente da República da China

### Yuan Executivo

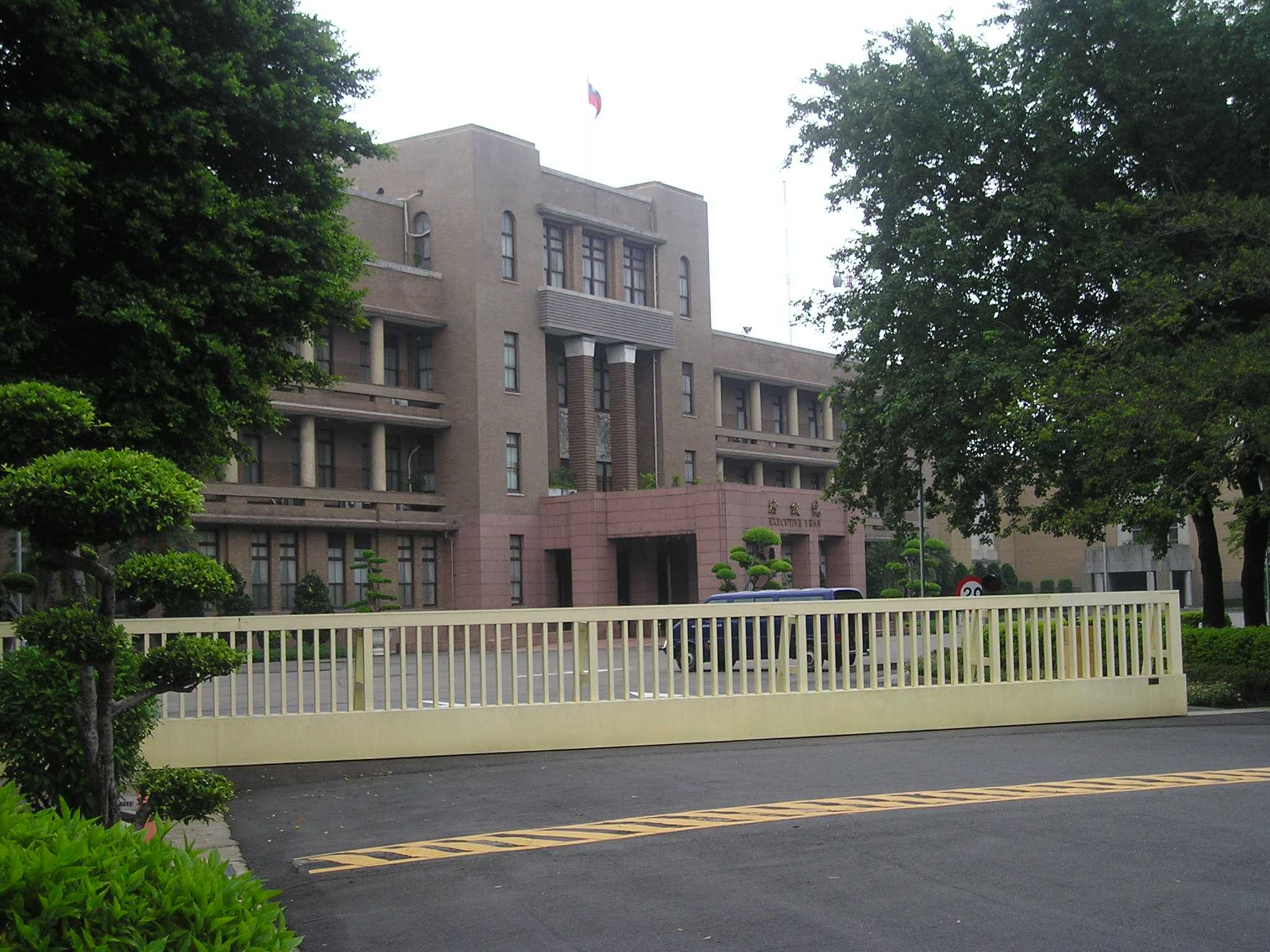
Yuan Executivo

O Yuan Executivo é liderado pelo primeiro-ministro. No entanto, o sistema político de Taiwan não se encaixa nos modelos tradicionais. O primeiro-ministro é selecionado pelo presidente sem a necessidade de aprovação do Legislativo, mas o Legislativo pode aprovar leis sem levar em conta o presidente, pois nem o presidente nem o primeiro-ministro têm poder de veto. Assim, há pouco incentivo para o presidente e o Legislativo negociarem legislação se forem de partidos opostos. Durante o mandato de Chen Shui-bian, do pan-verde, o controle contínuo do Yuan Legislativo pela maioria pan-azul fez com que a legislação parasse repetidamente, pois os dois lados estavam em um impasse. Há outra curiosidade do sistema de taiwan; como Taiwan era anteriormente dominado pela política de partido único, o poder real no sistema mudou de uma posição para outra, dependendo de qual posição estava atualmente ocupada pelo líder do estado (Chiang Kai-shek e mais tarde seu filho, Chiang Ching-kuo). Esse legado resultou em poderes executivos atualmente concentrados no escritório do presidente em vez do primeiro-ministro.

### Yuan Legislativo

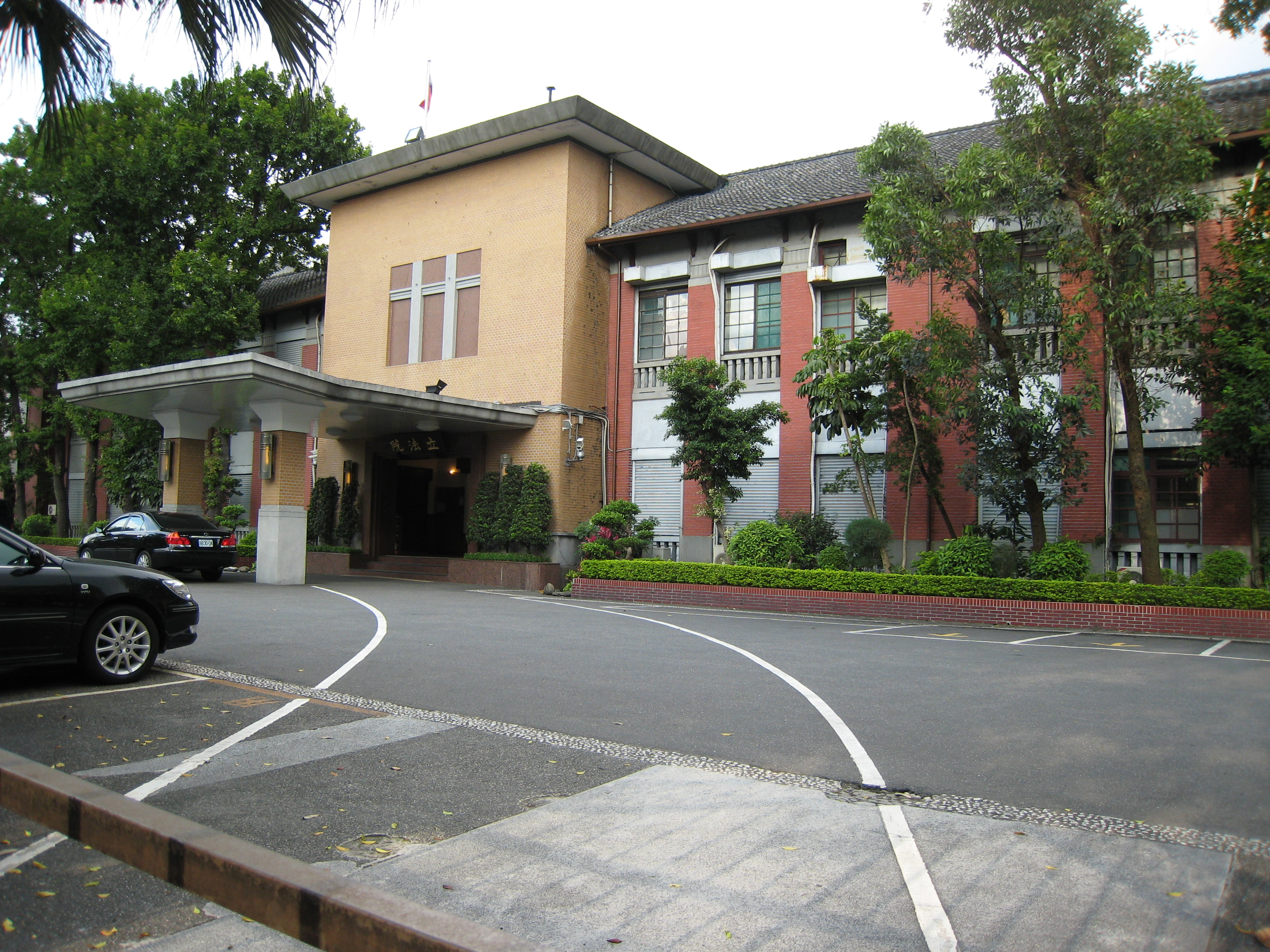
Yuan Legislativo

O principal órgão legislativo é o Yuan Legislativo unicameral com cento e treze assentos. Setenta e três são eleitos em distritos uninominais; trinta e quatro são eleitos com base na proporção de votos nacionais recebidos pelos partidos políticos participantes, e seis cadeiras são reservadas para representar grupos indígenas. Os membros cumprem mandatos de quatro anos. Embora às vezes referido como um "parlamento", o Yuan Legislativo, sob a teoria política de Sun, é um ramo do governo, enquanto apenas a Assembleia Nacional da República da China, que agora está abolida, com o poder de alterar a constituição e anteriormente para eleger o presidente e o vice-presidente, poderia ser considerado um parlamento. No entanto, após as emendas constitucionais efetivamente transferirem quase todos os poderes da Assembleia Nacional para o Yuan Legislativo no final da década de 1990, tornou-se mais comum que os jornais em Taiwan se referissem ao Yuan Legislativo como o "parlamento" da nação (國會, guóhuì).

### Yuan Judiciário

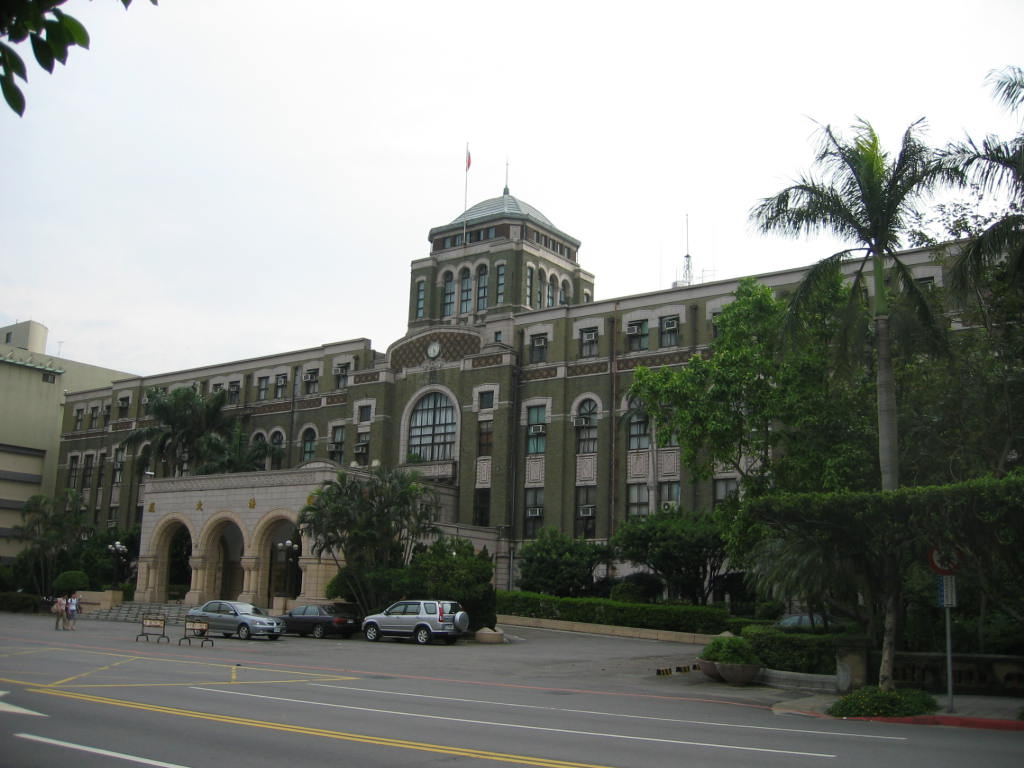
Yuan Judicial

O Yuan Judiciário é o mais alto judiciário de Taiwan. O Presidente e o Vice-Presidente do Yuan Judiciário e quinze juízes formam o Conselho de Grandes Juízes. São nomeados pelo Presidente da República, com o consentimento do Yuan Legislativo. O mais alto tribunal, o Supremo Tribunal, consiste em várias divisões civis e criminais, cada uma das quais é formada por um juiz presidente e quatro juízes adjuntos, todos nomeados vitalícios. Em 1993, um tribunal constitucional separado foi estabelecido para resolver disputas constitucionais, regular as atividades dos partidos políticos e acelerar o processo de democratização. Não há julgamento por júri, mas o direito a um julgamento justo e público é protegido por lei e respeitado na prática; muitos casos são presididos por vários juízes.

### Yuan de Exame

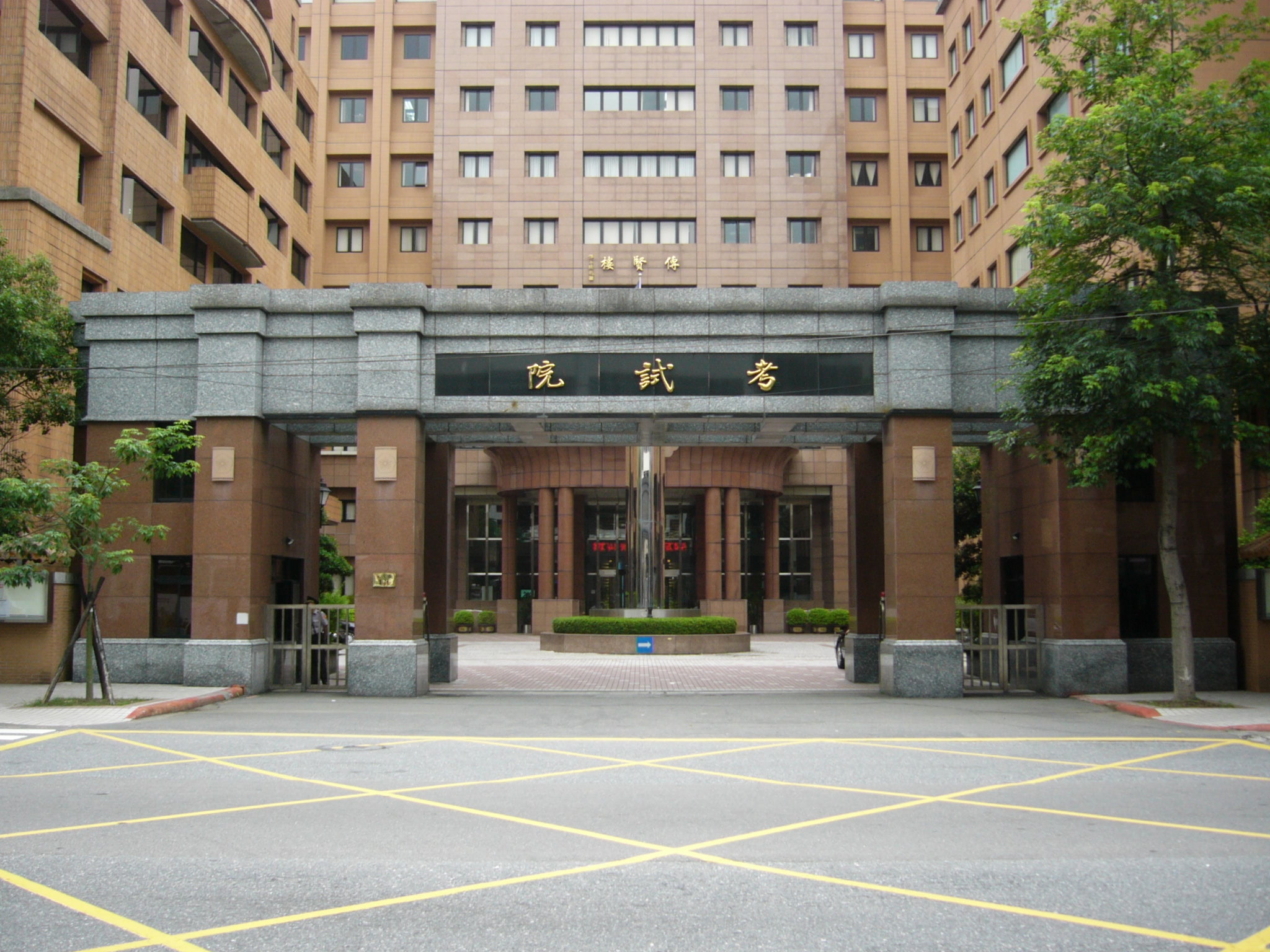
Yuan de Exame

O Yuan de Exame é responsável por validar a qualificação dos funcionários públicos na República da China. Como um ramo especial do governo sob os Três Princípios do Povo. O conceito do Yuan de Exame é baseado no antigo sistema de exame Imperial usado na China Imperial.

### Yuan de Controle

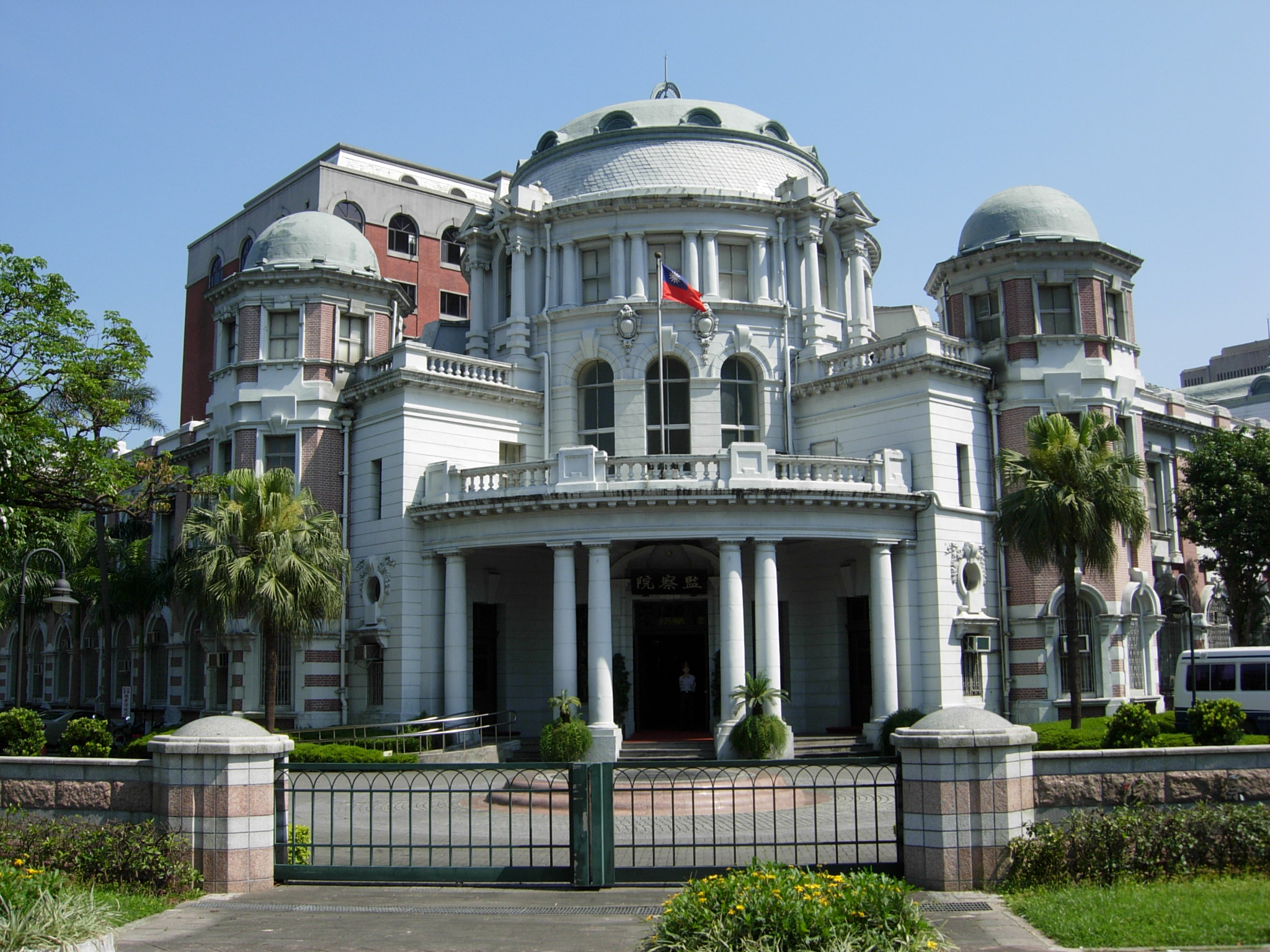
Yuan de Controle

Baseado no tradicional censor chinês, o Yuan de Controle é uma agência de investigação que monitora os demais ramos do governo. Pode ser comparado ao Tribunal de Contas da União Europeia, ao Government Accountability Office dos Estados Unidos, a um ombudsman político ou a uma comissão permanente de inquérito administrativo. Antes da década de 1990, era a câmara alta do parlamento tricameral.

## História
O Governo da República da China foi formalmente estabelecido em 1912 em Nanking, com Sun Yat-sen como Presidente do Governo Provisório da República da China sob a Constituição Provisória da República da China. Este governo mudou-se para Pequim no mesmo ano com Yuan Shikai como presidente, e continuou sob seus sucessores como o governo internacionalmente reconhecido da China até 1928. No período republicano, houve uma série de governos, às vezes em rivalidade entre si. O governo nacionalista, liderado pelo Kuomintang (KMT), foi originalmente formado como um governo militar rival sob Sun Yat-sen em Guangzhou em 1917. Após a morte de Sun em 1925, Chiang Kai-shek liderou a Expedição do Norte (1926-1928) para unificar o país e estabeleceu a capital em Nanjing. Este governo ganhou reconhecimento diplomático mas não controlou todo o território da dinastia Qing. O governo essencialmente de partido único funcionou sob os Três Princípios do Povo de Sun, que previa um período de transição de "tutela", mas atraiu mais partidos políticos, incluindo o Partido Comunista Chinês, para uma Frente Unida durante a Segunda Guerra Sino-Japonesa (1937). -1945). A Constituição da Tutela de 1931 foi substituída pela Constituição da República da China em 1947.

### 1912-1928

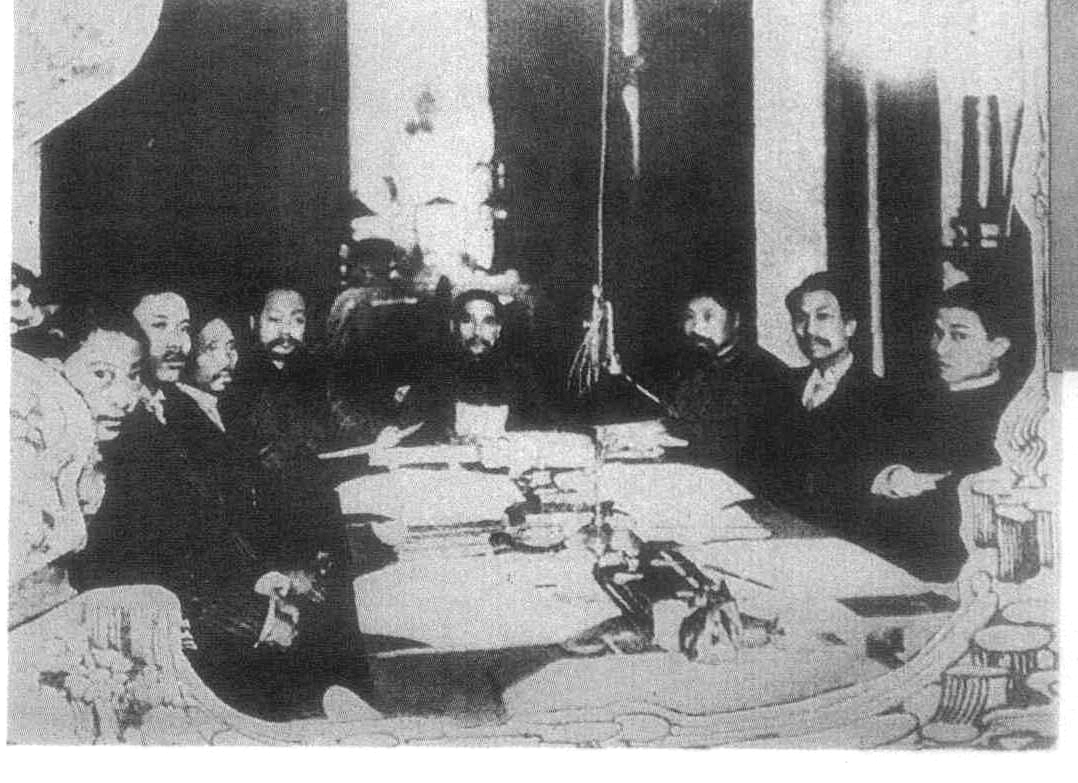
Reunião do Gabinete do Governo Provisório de Nanjing liderada por Sun Yat-sen

O primeiro governo nacional chinês foi estabelecido em 1º de janeiro de 1912, em Nanjing, com Sun Yat-sen como presidente provisório. Delegados provinciais foram enviados para confirmar a autoridade do governo nacional e, mais tarde, também formaram o primeiro parlamento. O poder desse governo nacional foi limitado e de curta duração, com generais controlando as províncias do centro e do norte da China. Os atos limitados aprovados por este governo incluíram a abdicação formal da dinastia Qing e algumas iniciativas econômicas. A autoridade do parlamento tornou-se nominal; as violações da Constituição por Yuan Shikai, que se tornou presidente em março de 1912, foram recebidas com moções de censura sem entusiasmo, e os membros do parlamento do Kuomintang que desistiram de ser membros do KMT receberam 1.000 libras esterlinas. Yuan manteve o poder localmente enviando generais militares para serem governadores provinciais ou obtendo a lealdade daqueles que já estavam no poder.

### 1928–1949

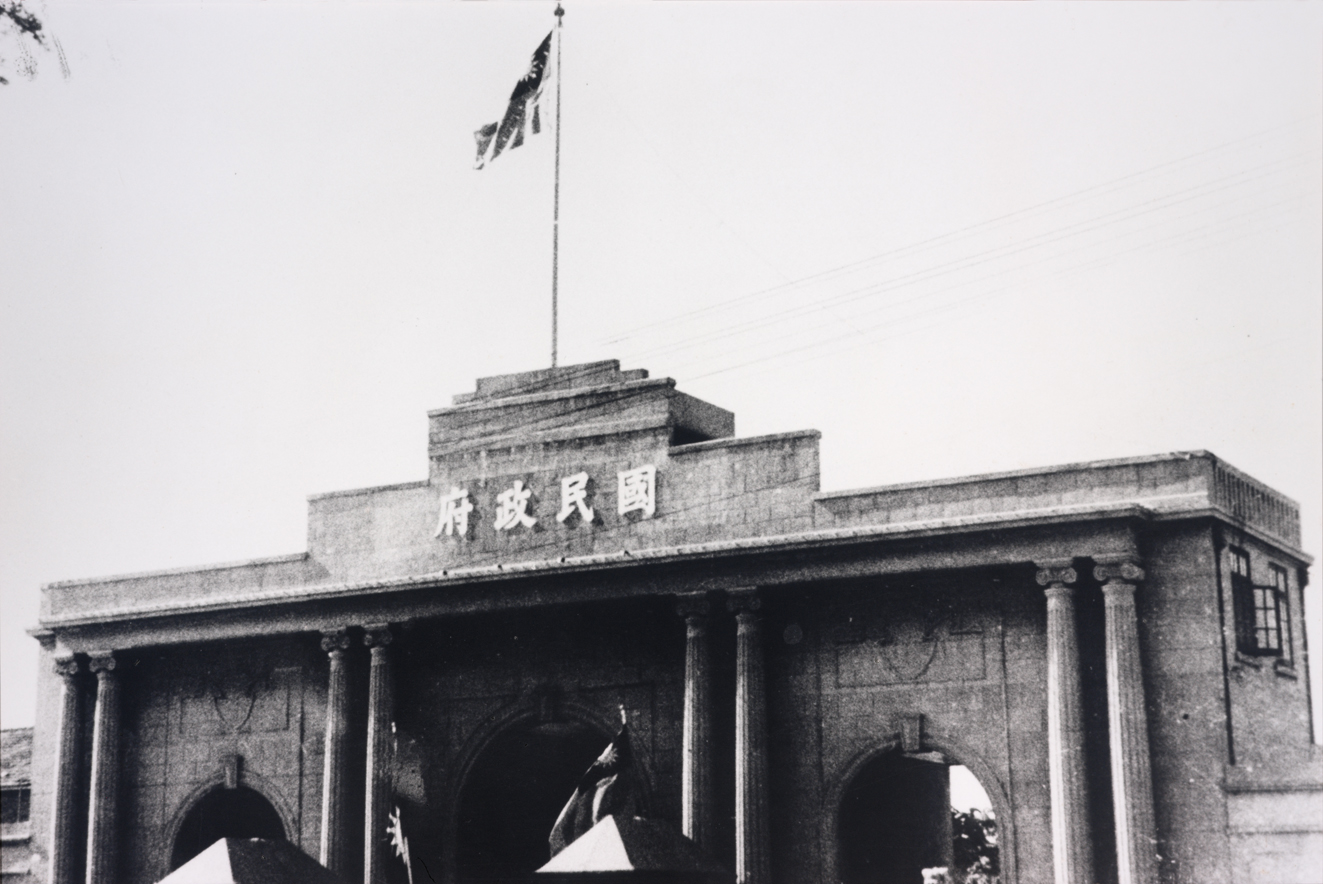
Em 1927, o Governo Nacional da República da China em Nanjing

Após a bem-sucedida Expedição do Norte liderada pelo Kuomintang (KMT) e seu líder Chiang Kai-shek, o KMT conseguiu unificar nominalmente a China e estabeleceu o Governo Nacional da República da China (também conhecido como Governo Nacionalista) com capital em Nanjing, cuja autoridade foi mantida até a eclosão em grande escala da Segunda Guerra Sino-Japonesa em 1937.

### Desde 1949
Com base na Constituição da República da China, o chefe de Estado é o presidente, que é eleito por voto popular para um mandato de quatro anos na mesma chapa do vice-presidente. O presidente tem autoridade sobre os cinco ramos administrativos (Yuan): o Controle, o Exame, o Executivo, o Judiciário e o Legislativo. O presidente nomeia os membros do Yuan Executivo como o gabinete, incluindo um primeiro-ministro, que é oficialmente o presidente do Yuan Executivo; os membros são responsáveis pela política e administração.